# Marianne Bauer
Marianne Bauer es una deportista alemana que compitió para la RFA en luge. Ganó una medalla de bronce en el Campeonato Mundial de Luge de 1955, en la prueba individual.

## Palmarés internacional
| Campeonato Mundial | Campeonato Mundial | Campeonato Mundial | Campeonato Mundial |
| Año                | Lugar              | Medalla            | Prueba             |
| ------------------ | ------------------ | ------------------ | ------------------ |
| 1955               | Oslo (Noruega)     | Medalla de bronce  | Individual         |